# Componente Aéreo do Exército Belga
O Componente Aéreo do Exército Belga é o ramo aéreo do Exército da Bélgica. Foi fundado em 1909 como um ramo das Forças Armadas da Bélgica, sendo uma das forças aéreas independentes mais antigas do mundo. O atual comandante é o major-geral Thierry Dupont.
Até 2019, possuía 4 000 miliares e mais de cem aeronaves no serviço.

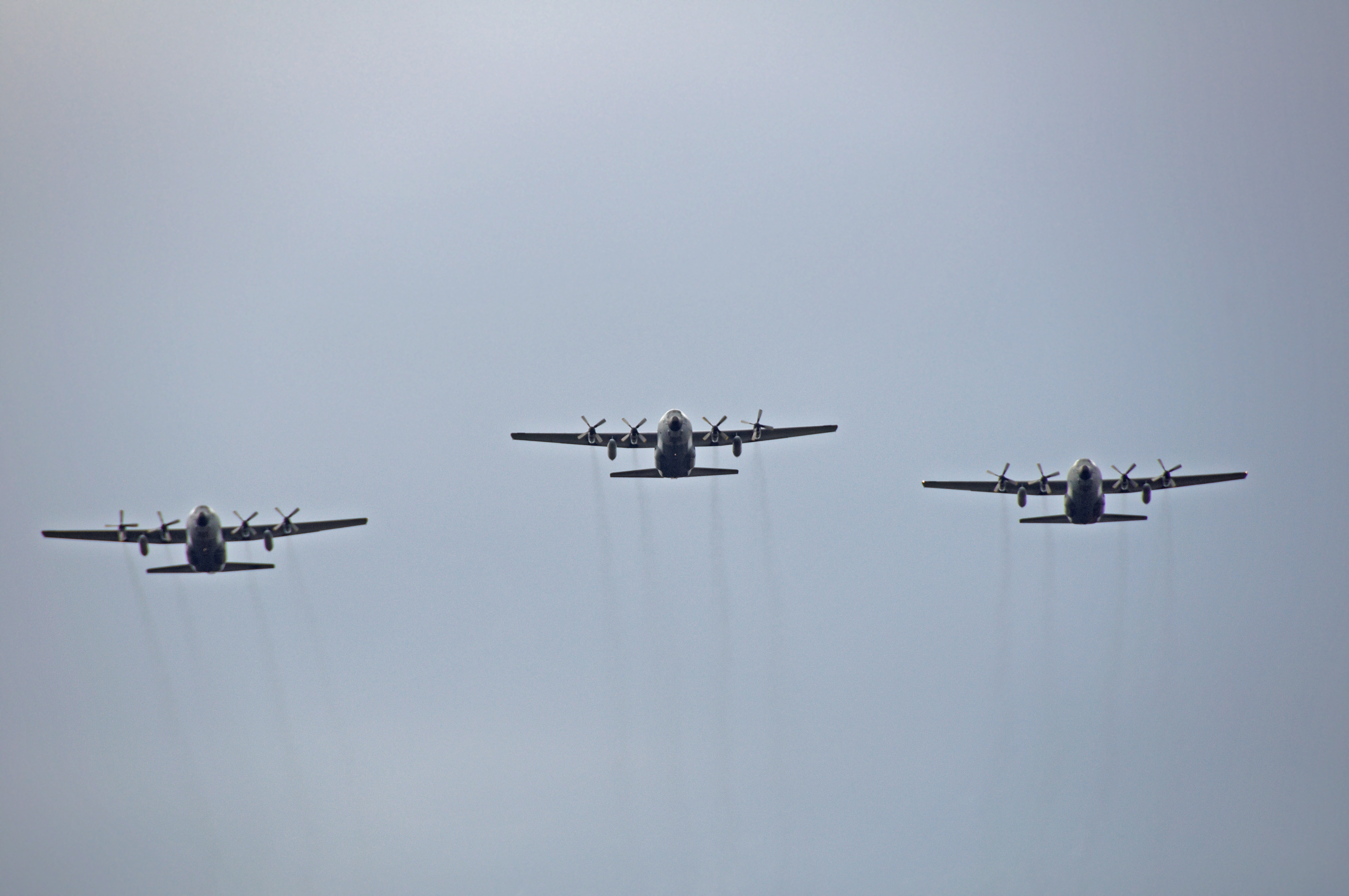
Aviões C-130 belgas.
Insígnia do Componente Aéreo da Bélgica.
Roundel do Componente Aéreo da Bélgica.
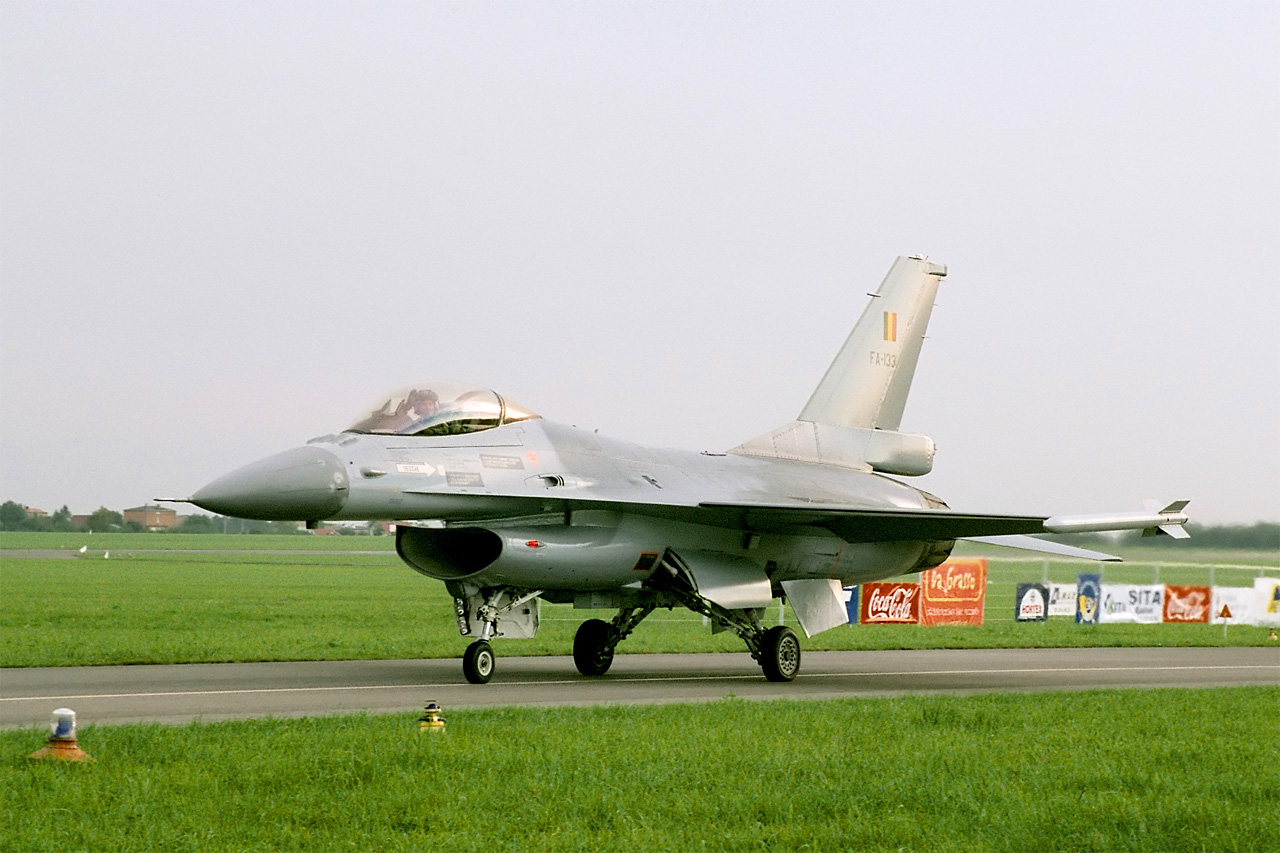
Um dos F-16 Fighting Falcons do Componente Aéreo da Bélgica.